# Šibenik
Šibenik (magyarul: Szebenikó, olaszul: Sebenico, latinul: Sebenicum) város Horvátországban, Šibenik-Knin megyében. A Šibeniki egyházmegye püspöki székvárosa.

## Fekvése
A Šibeniki-öböl partján, a Krka folyó torkolatánál fekszik. Šibenik-Knin megye közigazgatási és kulturális székhelye.

## Nevének eredete
Neve a horvát sib (= bozót) főnévből ered.

## Története
Sibenik erődjének alapítása a múlt ködébe vész, de a 9. században már bizonyosan állott. A város az erőd körül alakult ki.
Először 1066-ban IV. Petar Krešimir horvát király uralkodása alatt említik. A magyarok Szent László király uralkodása alatt foglalták el, de később Velence birtoka lett. 1124-ben II. István serege foglalta el, de 1125-ben ismét Velencéé lett. 1137-ben II. Béla serege foglalta el. 1164-ben Bizánc békekötéssel szerezte meg, de 1167-ben behódolt III. Istvánnak. A gyakori hatalomváltások ellenére a város fejlődése ez időszakban is töretlen volt. 1298-ban VIII. Bonifác pápa egyházmegye székhelyévé tette. 1409-ben Nápolyi László százezer aranydukátért adta el Velencének. A város vezetői azonban megtagadták a behódolást és három évig álltak ellen a velencei ostromnak. Velence csak 1412. október 30-án tudta elfoglalni.
Ezután 400 évi velencei uralom következett, mely alatt a város autonómiát élvezett. A török 1570-ben, 1647-ben és 1659-ben is sikertelenül próbálta elfoglalni. 1649-ben hatalmas pestisjárvány pusztított és a lakosság háromnegyedét megölte.
A Velencei Köztársaság bukásával (1797-ben) a Campo Formió-i békeszerződés a várost a Habsburg Birodalomnak juttatta. A Habsburg uralom kezdetén a város megyeszékhely lett, de a Napóleon francia seregei 1806. február 18-án elfoglalták Dalmáciát és bevonultak a városba. 1809-től a Francia Császárság Illír tartományainak része lett. Napóleon oroszországi kudarca után az osztrák csapatok 1813. november 1-jén vonultak be a visszafoglalt városba. Sibenik újra megyeszékhely és önkormányzati székhely lett. A 19. század végén a város fejlődése új lendületet kapott, 1883-ban kórház létesült, 1895-ben vízerőmű épült a Krkán. 1900-ban a város lakossága elérte a tízezer főt. 1918-ban az újonnan alakult Szerb-Horvát-Szlovén Királyság, majd a Jugoszláv Királyság része lett.

A Lika vasútvonal 1925-ben épült meg. 1941. április 15-én német és olasz csapatok vonultak be a városba, de a város környéke rövidesen az antifasiszta partizánharc színtere lett. Az olasz kapituláció után német csapatok szállták meg a várost, míg három napi heves harc után 1944. november 3-án foglalták el a jugoszláv partizánok, a város a szocialista Jugoszlávia része lett. Az 1960-as évekre Sibenik a környék ipari központja és fontos kikötője lett. 1991. június 25-én a sikeres népszavazás után kikiáltották a független horvát államot. Erre a jugoszláv hadsereg támadásba lendült, de a várost a horvát hadsereg és a város polgárai a szeptember 12. és 16 között dúlt hatnapos csata során sikeresen megvédték. 
 Ezután többször is tüzérségi támadás érte. Végül 1995-ben a horvát hadsereg „Vihar” nevű offenzívájával legyőzte a szerb támadókat. 2001-ben a hozzá tartozó településekkel együtt 51 553 lakosa volt, melyből 48 169 horvát, 1627 szerb nemzetiségű.

## Nevezetességei

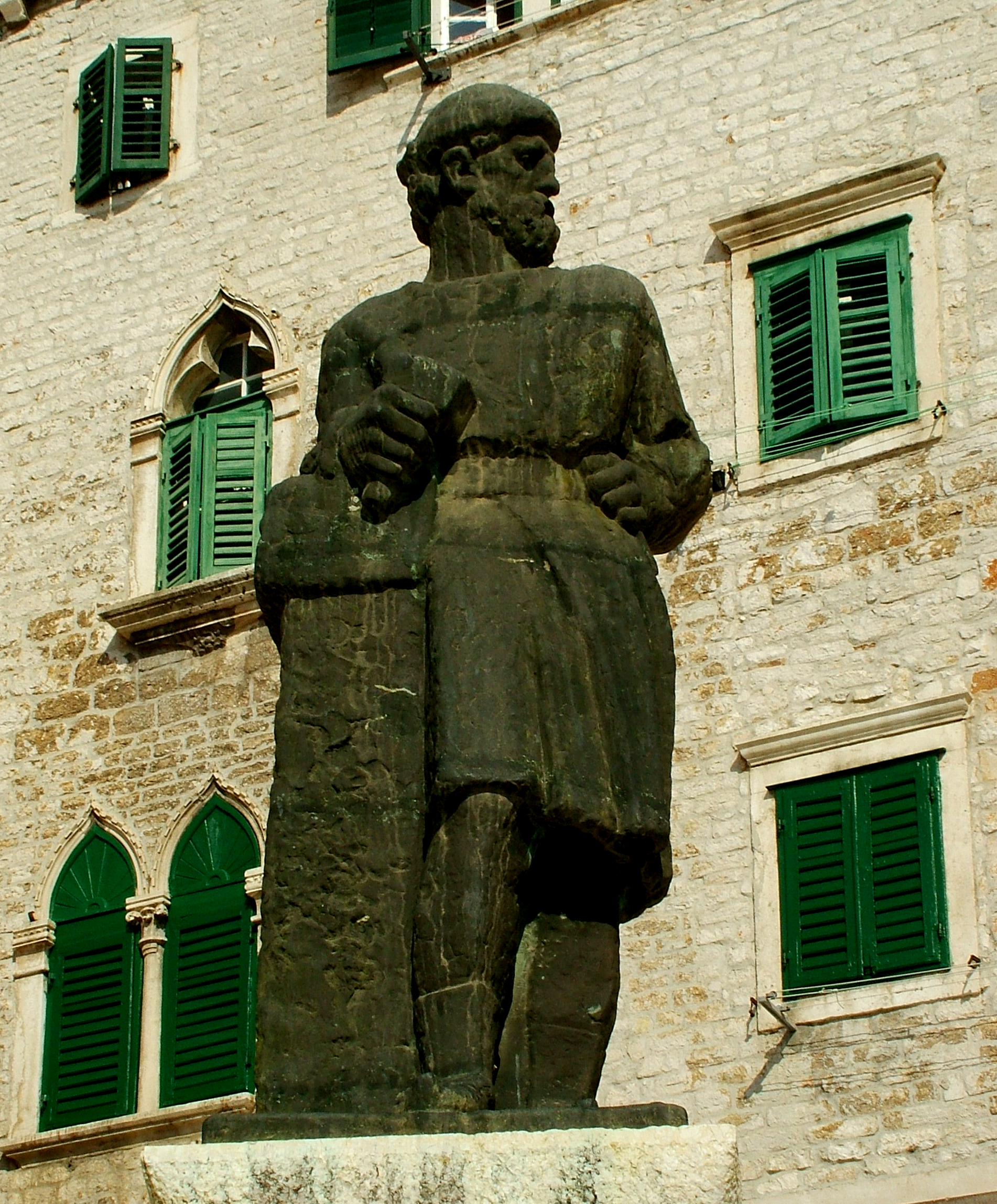
Mestrovic: J. Dalmatinac szobra

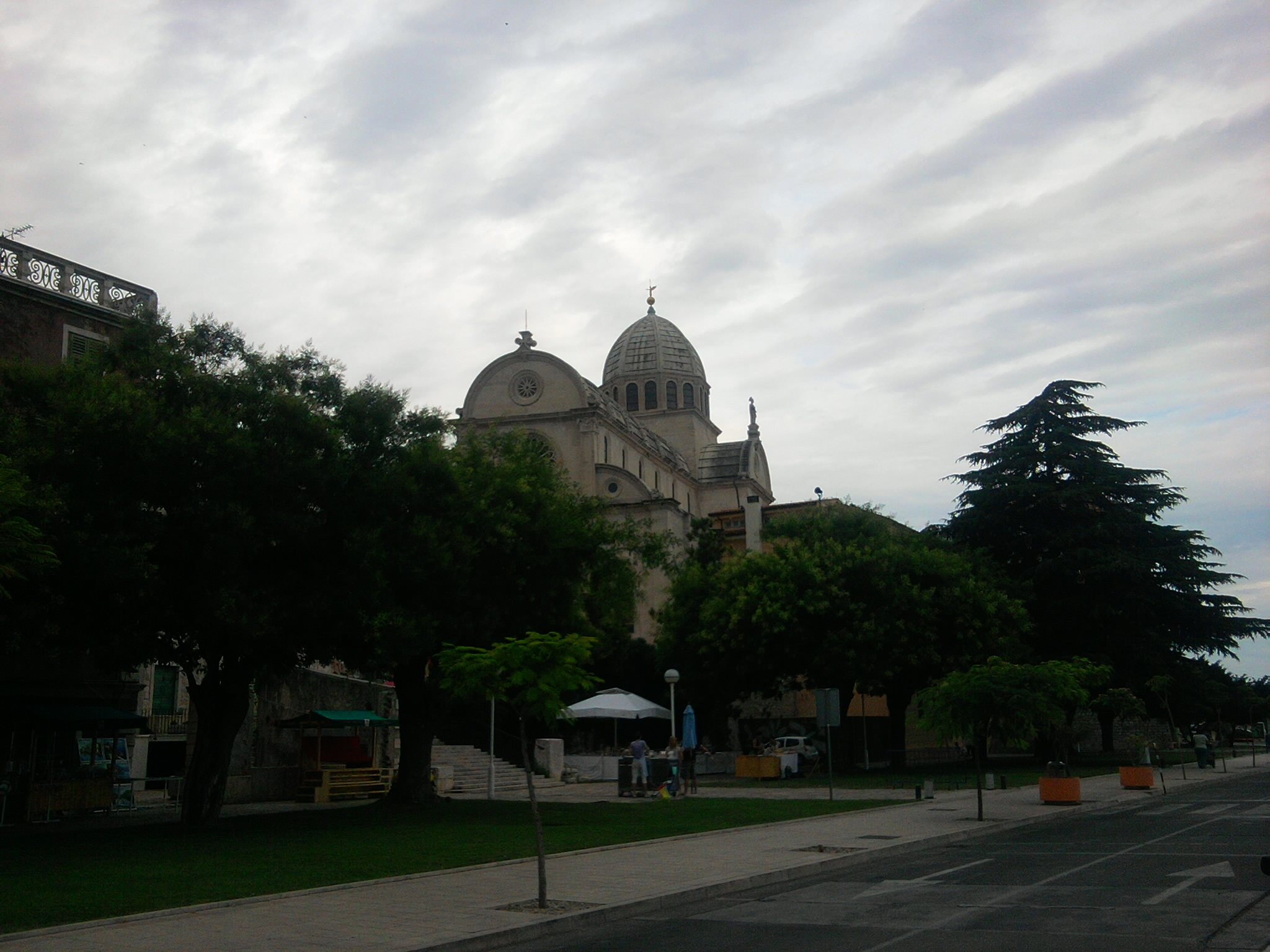
Šibeniki Szent Jakab katedrális

- A Szent Jakab katedrális[2] Juraj Dalmatinac zárai születésű építész és szobrász alkotása. 1431-ben kapta a megbízást építésére és 1473-ig, haláláig dolgozott rajta. Művét 1505-ben a kupola megépítésével Niccolo Fiorentino fejezte be. A székesegyház három hajós, a három apszis metszéspontjában magasodó kupolája 32 m magas. 1555-ben szentelték fel. A déli apszis alatt gazdagon díszített keresztelőkápolna található, melynek bejárata az első emeleten a téglalap alakú sekrestye dongaboltozatos verandája alatt található. A katedrális kizárólag kőből épült, előre gyártott monolit elemekből. Jellemzője a belső tér és az építészeti  megoldások szerves egysége, valamint az egyedi ikonográfiai szobrászati alkotások. 2000 óta szerepel az UNESCO világörökségi listáján
- A székesegyház déli falának támaszkodva áll a Püspöki palota,[3] egy gótikus-reneszánsz épület, amelyet a 14. és a 16. század között építettek, majd a 19. században számos átalakításon esett át. U alaprajzú, két emeletes épület, mely egy központi udvarral rendelkezik. A kúttal ellátott központi udvart oszlopos reneszánsz árkádok és reneszánsz portál határolja. A belső udvar főhomlokzata reneszánsz, nyugati oldalán egy gótikus triforáma (14. század) és Szent Mihály domborműve (15. század) található. A palota kőből épült, kívülről vakolt. A fő reprezentatív homlokzatot a 19. században építették.
- A Szent Mihály erőd 70 méter magasan emelkedik a tenger felett. Északnyugati része már a vaskorban is létezett, a horvátok az illír erőd továbbépítésével erősítették meg. Mai formájában a 15. és 18. század között alakult ki, 1663-ban és 1775-ben robbanásoktól szenvedett károkat, melyek után helyreállították.
- A bástyákkal erősített városfalak[4] a 17. században épültek meg, de nyugati része már a 15. században épült a török ellen. Legnagyobbrészt 1864-ben bontották le.
- A Szent Miklós erőd a 16. században épült a tenger felől várható török támadás ellen, később a velenceiek tovább erősítették. Ennek köszönhetően az Adria part egyik legerősebb erődje lett.
- A Szent János erőd 115 méter magas dombon a belvárostól északra áll. 1646-ban építette Antonio Leni velencei hadmérnök. 1647-ben török támadást vert vissza. Az erőd jelenleg felújítás alatt áll, amely 2019-ben ér véget.[5]
- A Subićevac erőd 1647-ben épült a Szent János-erődtől délkeletre és szintén szerepe volt a török támadás elhárításában.
- A Szent János templom[6] a 15. században épült. A templom még a gótikus korban épült, de a reneszánsz és a barokk korban átépítették. A templom délkeleti oldala mentén egy háromemeletes késő barokk harangtornyot építettek, amely a földszinten levő sekrestye fölött emelkedik. Tornya nyugati falára 1648-ban szerelték a város első mechanikus óráját. Egyhajós épület, négyzet alakú apszissal és sekrestyével. A hajót és az apszist gótikus boltozatok borítják. A templom kőből épült, kívülről vakolatlan. A templom déli homlokzatán a kórushoz vezető lépcsőt építettek. A lépcső bejárata feletti áthidalót Ivan Pribislavić šibeniki művész domborművel díszítették, korlátját pedig Nikola Fiorentinac gótikus-reneszánsz készítette stílusban .
- A Szent Antal (régebben Szent Krševan) templom[7] 12. századi eredetű, a 15. században gótikus stílusban építették át, de a későbbi átalakításokkal reneszánsz és barokk stílusjegyeket is szerzett. Egyhajós épület, félkör alakú apszissal. A déli oldalhoz egy sekrestyét építettek hozzá. Az apszis félkupolával van fedve, a hajó felett pedig fából készült tető van. A templom Kőből épült, kívülről vakolatlan. A főhomlokzaton román stílusú ajtó található, lunettával. Ma kiállítóhelyként használják.
- A Szent Lőrinc-templom[8]  a 17. században épült a ferences rend részére, vele szemben áll az 1650-ben épített ferences kolostor. A kétszintes kőből készült harangtorony a 18. század végén épült, a nyugat-keleti tájolású templom a kóruson keresztül kapcsolódik a kolostorhoz. Egyhajós épület, tágas sekrestyével. A szentély félköríves, boltozatos, elöl barokk portál található, amelynek timpanonjában  Szent Lőrinc 18. századi szobra látható. A kolostor egy nagy épületkomplexumot foglal magában. A kapcsolódó épületekből a legfontosabb a 15. századi Foscolo-palota, melynek déli homlokzata (háromemeletes) a virágzó gótika időszakához tartozik. Gazdag képtár található benne.
- A Szent Ferenc templom[9] és kolostor a 14. század második felében épült. A templom egyhajós, gótikus épület, téglalap alakú apszissal, nyugat-keleti tájolással. A 15. században építették hozzá a presbitériumot és a Szent Kereszt-kápolnát. A 17. században a templomot barokk stílusban újították meg, új kazettás mennyezete kapott festményekkel díszítve, a 18. században pedig egy hagyma alakú, barokk tornyot építettek hozzá. A kolostort a 14. században építették a városfalak mentén, ahol a Szent Márton és Szent Mihály-templomok találhatók. Belső udvarral és kolostorkerttel rendelkezik. Szent Márton-templomot a 19. században könyvtárrá alakították át az első emeleten. Földszintjén két reneszánsz és egy központi gótikus portál található. Előtte híres szökőkút található, élő teknősökkel.
- A Szent Borbála-templom[10] a 15. század első felében épült gótikus stílusban. Ma egyházmegyei múzeumként szolgál. Egyhajós épület, nyugat-keleti tájolással, négyzet alakú apszissal. A templomhajó és az apszis boltozatos, gótikus, csúcsíves boltozattal. A homlokzaton egy gótikus fülke található, Szent Miklós kőből faragott szobrával. Az óra 16. - 17. században készült. Az oromzaton két barokk harangdúc áll. A templomban két 15. századi kápolna található, amelyeket Ivan Pribislavić épített.
- A Szent Vid-templom a 13. - 14. században épített egyhajós épület, nyugat-keleti tájolással, négyszögletes apszissal. A templomhajó és az apszis gótikus boltozattal van fedve. A homlokzaton félköríves lunettával ellátott, román stílusú kapuzat található. Fölötte egy egyszerű faragott rozetta, a homlokzat tetején pedig harangdúc található. A belső tér vakolt, és a vakolaton népi falfirkák láthatók, amelyek a gályákat és egy falakkal védett lakott helyet ábrázolnak.[11]
- Szent Kereszt-templomot[12] 1605 és 1608 között építették Jerome Mondelle tervei szerint. Építője Antun Nogulović volt. A harangtornyot a 18. század végén építették. A templom reneszánsz-barokk stílusjegyekkel rendelkezik. Egyhajós, hosszúkás épület, négyzet alakú apszissal, amely a hajó teljes szélességére kiterjed. A templom értékes kazettás mennyezettel rendelkezik. Kőből épült, kívülről vakolatlan. Az oromzatos homlokzat profilozott portállal, két rozettával, valamint a keresztre feszítés domborműves ábrázolásával és 12 szent szobrával van ékesítve. A templomban értékes műtárgy gyűjtemény és levéltár található.
- A Szent Miklós-templom[13] a 17. század első felében épült. A templom egyhajós épületként épült, négyzet alakú apszissal. A külső építési munkálatok a templom előcsarnokába vésett dátum szerint 1672-ben fejeződtek be. Belsejének különleges értéke a 17. század végén készült kazettás famennyezet. A mennyezeti kazettákba különböző időszakokban készült képek kerültek, melyeket šibeniki családok, többnyire a Szent Miklós Testvériség tagjai ajándékoztak az egyháznak. Az adományozót a rajtuk látható családi címer vagy egy szöveg, néhányukon pedig az adakozók miniatűr alakja teszi egyértelművé.
- Az Újtemplom[14] egy reneszánsz egyhajós templom félköríves apszissal, oszlopos átriummal és a testvériség gótikus házával. A presbitérium négyzet alakú sokszögű apszissal, kupolás boltozattal, a homlokzat reneszánsz portállal, fából készített, kazettás mennyezettel rendelkezik. Megmaradt M. Parkić és A. Moneghin 1628-as falfestményeinek egy része, melyek az Újszövetség jeleneteit ábrázolják. Barokk harangtornya 1753-ban épült. A sarokház földszintjén a Siralom gótikus domborműve látható. A harangtorony első emeletén egy másik Siralom domborművet találunk, amely Juraj Dalmatinac egyik késői munkájának vagy Nikola Firentinac munkájának tulajdonítható.
- Az egykori Szent Kozma és Damján-templom helyén építették fel a 18. században a barokk Varoška-templomot[15] a Szent Kereszt-kápolnával, melyet a 19. században építettek az északi homlokzathoz. A déli homlokzaton található a barokk kapuzat medalionjában Szent Péter ábrázolásával. Harangtornya balusztráddal csatlakozik a templomhoz, felső részét biforámák és loggia tagolja. Belső festését A. Zuccara készítette a 19. században.
- A temetőben álló Szent Anna-templom[16] a 15. században épült, mai formáját a 17. századi barokk átépítés során nyerte el. Egyhajós, négyszög alaprajzú épült, négyszögletes apszissal és a bejárat elé épített nagyméretű nyitott előcsarnokkal, melynek tetejét két pillér és négy oszlop tartja. A templomhoz kétemeletes sekrestyét építettek, mely még a hajónál is magasabb. Szentélye dongaboltozatos.
- A Mindenszentek-templom[17] egy a 15. század elején épült, egyhajós, négyszögletes apszissal rendelkező épület, mely a városháza fölött jól látható helyen található. A templom keleti része az apszissal a régebbi, mely gótikus boltozatokkal rendelkezik. A nyugati rész a késő reneszánsz főhomlokzattal valamivel magasabb, és a 16. század végén építették. A főhomlokzaton egy késő reneszánsz portál található, háromszögletű oromzattal. A portál mellett két profilozott ablak található, a homlokzat tetején egy kerek ablakkal és egy barokk harangdúccal az oromzaton. A déli homlokzaton kőlépcsők találhatók. Működése a 19. században megszűnt.
- A Szent Julianna-templomot[18] már a 14. században említik, román, gótikus és reneszánsz stílusok keveréke. Hosszúkás, két emeletes magasságú, egyhajós épület, szintén két emeletes, négyzet alakú apszissal. A felső templom katolikus, az alsó pedig ortodox volt. Mindkét emelet gótikus boltozatos volt. Az alsó templom bejárata keletről egy háromszög oromzatú reneszánsz portálon keresztül vezetett, a felső templomba pedig észak felől egy román stílusú portálon keresztül lehetett belépni. Ma tető nélkül, használaton kívül áll, rendkívül rossz állapotban van.
- A Szentlélek-templom[19] egy gótikus stílusban átalakított román stílusú templom. A főhomlokzatot a 17. században a késő reneszánsz szellemében A. Nogulović építette. Egyhajós épület, négyzet alakú apszissal. Az apszishoz téglalap alakú sekrestye épült. A templomhajó, az apszis és a sekrestye gótikus boltozatos. A templom mellett található a testvériség csarnoka, amelyet a kórussal gótikus-reneszánsz balusztrád köt össze. A homlokzatnak félköríves oromzata van, két szögletes pilaszterrel, portálja felett háromszögletű oromzattal és  négy téglalap alakú profilozott ablakkal felettük dekoratív rozettával és barokk harangdúccal, benne két haranggal. Megmaradt egy román stílusú ajtó, amelynek lunettájában freskó nyomai láthatók.
- Az Istenanya mennybevétele tiszteletére szentelt pravoszláv templomot[20] az egykori bencés kolostorhoz tartozó Szent Megváltó-templom helyén építették. A régi templomból csak az alapok, a falak és a barokk homlokzat maradt meg az új templom homlokzatán, mely Ivan Skok munkája a 18. század közepéről. A templom barokk stílusú, de később átépítették és megemelték. Egyhajós, hosszúkás épület, a félkör alakú apszis csak belülről látható. A homlokzaton egy profilozott, háromszög oromzatú ajtó található, felette egy négyzet alakú ablak, profilozott ablakpárkánnyal. A templomban itáliai-görög ikongyűjtemény, valamint levéltár és könyvtári gyűjtemény található.
- A Városháza[21] reneszánsz épülete 1533 és 1536 között épült. A második világháborúban megrongálódott épületet H. Bilinić építész tervei szerint 1956-ban újjáépítették. Alaprajza hosszúkás téglalap alakú, és képe alapvetően meghatározza az katedrális terének északi oldalát. Nagyméretű, finoman faragott kövekből épült. A városháza földszintjén egy árkádsor található, amelynek félköríves ívei oszlopokon nyugszanak. Az emelet homlokzatát oszlopok sora tagolja, amelyek között nagyméretű, üvegezett téglalap alakú felületek találhatók, középen pedig korláttal ellátott erkély díszíti. Az első emelet felett egy nagy, profilozott kőkoszorú található, a tetőt hordozó arhitrávok formájában.
- A városi múzeumot[22] 1925-ben alapították a korábbi, a 13. és 14. században épített hercegi palota épületében. Egy hatalmas méretű, reprezentatív épületegyüttes két fennmaradt eredeti szárnnyal, a déli falon boltíves gótikus portállal, felette Szent Mihály szoborral. A nyugati sarkán álló négyszögű toronytól a keleti végében álló sokszögű toronyig, északi irányban pedig a négyzet alakú toronytól a főtérig húzódik. A déli szárnynak földszintje és három emelete, a nyugati szárnynak pedig alagsora, földszintje és két emelete van. A déli szárny ablakai nem rendelkeznek profillal, a nyugati ablakok gótikus és késő reneszánsz stílusban profilozottak. A négyzet alakú torony magasan álló ablakokkal rendelkezik, rajta a városi hercegek egyikének címerével. A nyugati szárnyon egy késő reneszánsz bejárati portál és egy gótikus portál maradványai találhatók, egy középkori utca maradványaival és az alagsorba vezető román stílusú ajtóval. A bejárat és a fallal körülvett gótikus portál között található egy fülke, benne N. Marcellus városi kapitány szobrával a 17. századból.
- A városfalakon kívül egy négyszög alakú térségen található a Négy kút elnevezésű komplexum.[23] Négy mély, kőből és téglából épített kútból áll, melyek káváját címerek díszítik. A kutak városfalakon kívül épültek a 15. század közepén (Velence uralma alatt) városi ciszternákként. A tér bejárata fölött Valares gróf kőből készült gótikus címerét látjuk, aki 1446-ban aláírta a ciszternák építésére vonatkozó szerződést. A kútkávák egyszerűek, kör alakúak, kőből készültek, három címerrel, Šibenik, a Velencei Köztársaság, valamint a Valares és a Marcello helyi nemesi családok címerével. A kutak belsejében téglából épített boltozatok találhatók. A komplexum fennsíkját eredetileg halszálka alakban rakott téglákkal burkolták. Mára a teret teljesen felújították.
- A šibeniki kikötő bejáratánál, az egykori sv Andrija-szigeten áll az 1871-ben épített Jadrija világítótorony.[24]

## Óváros

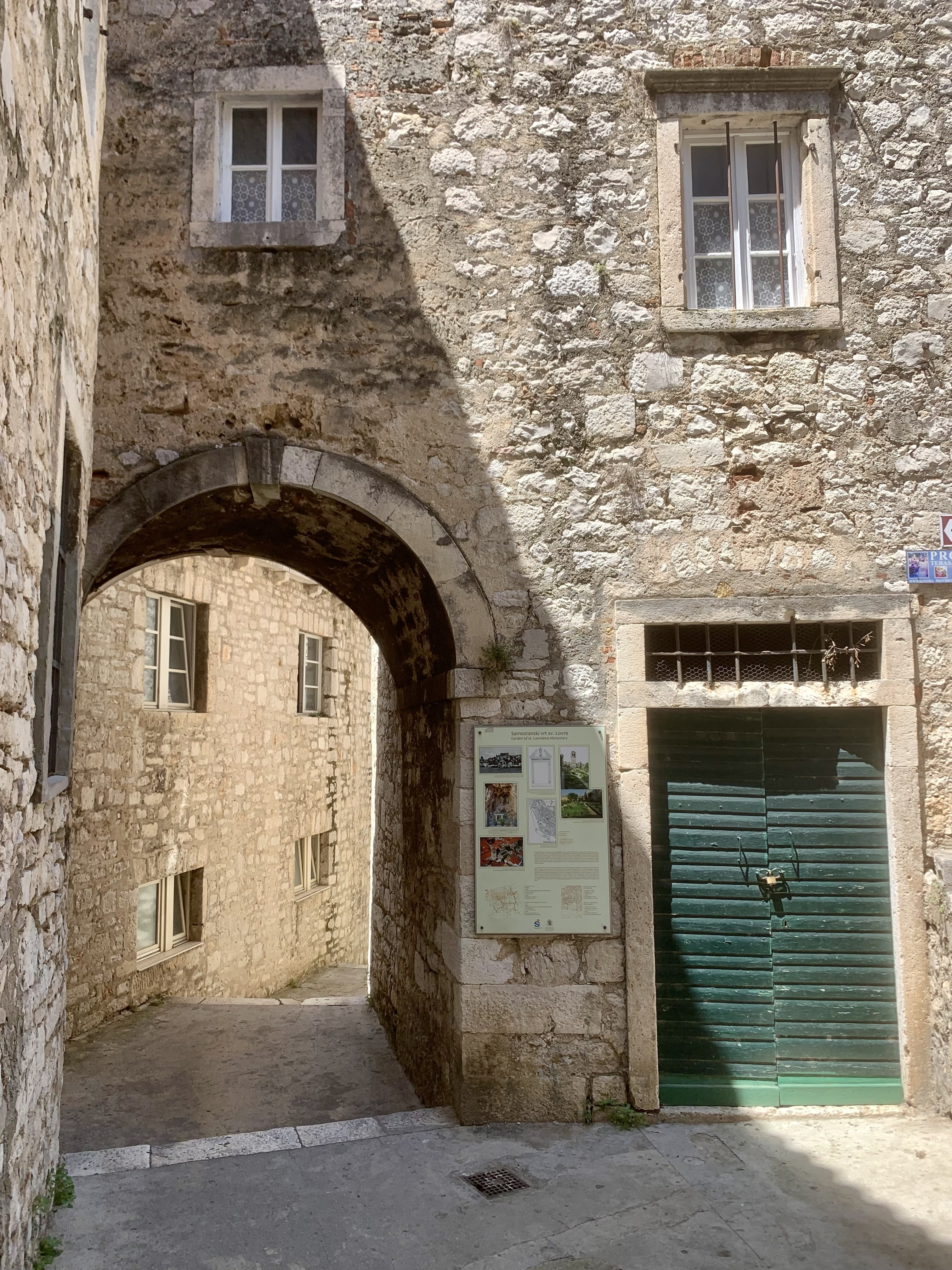
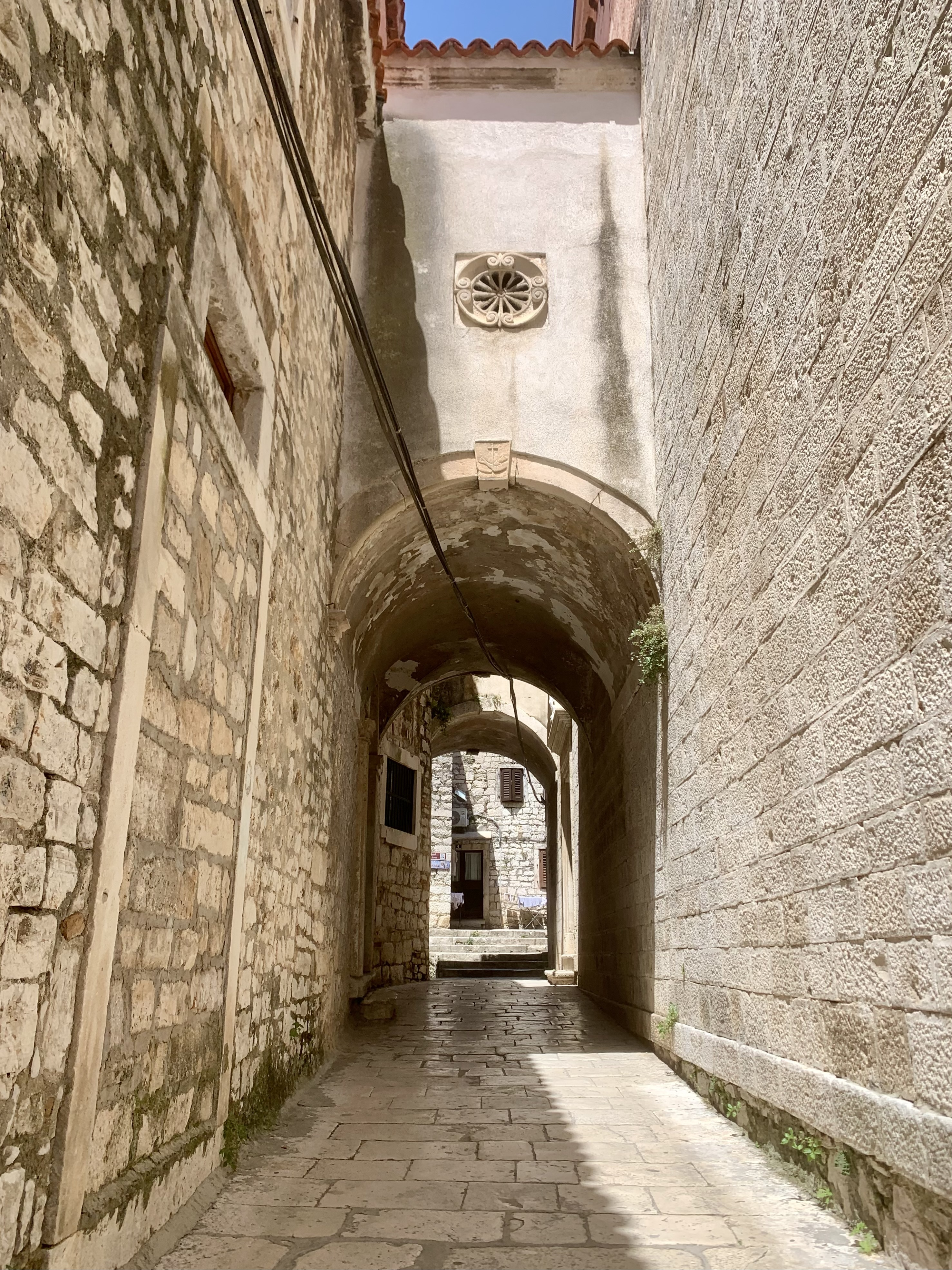
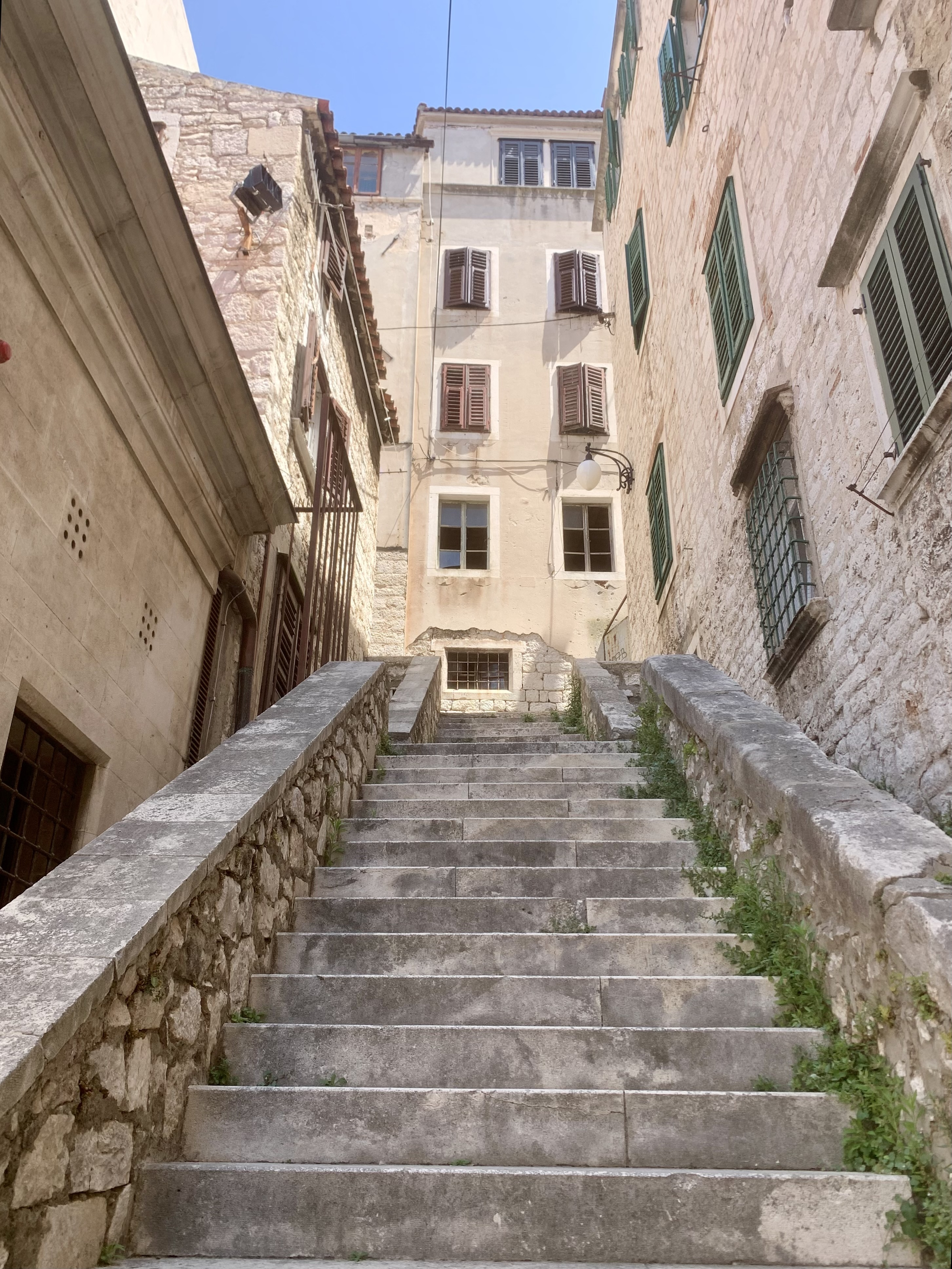
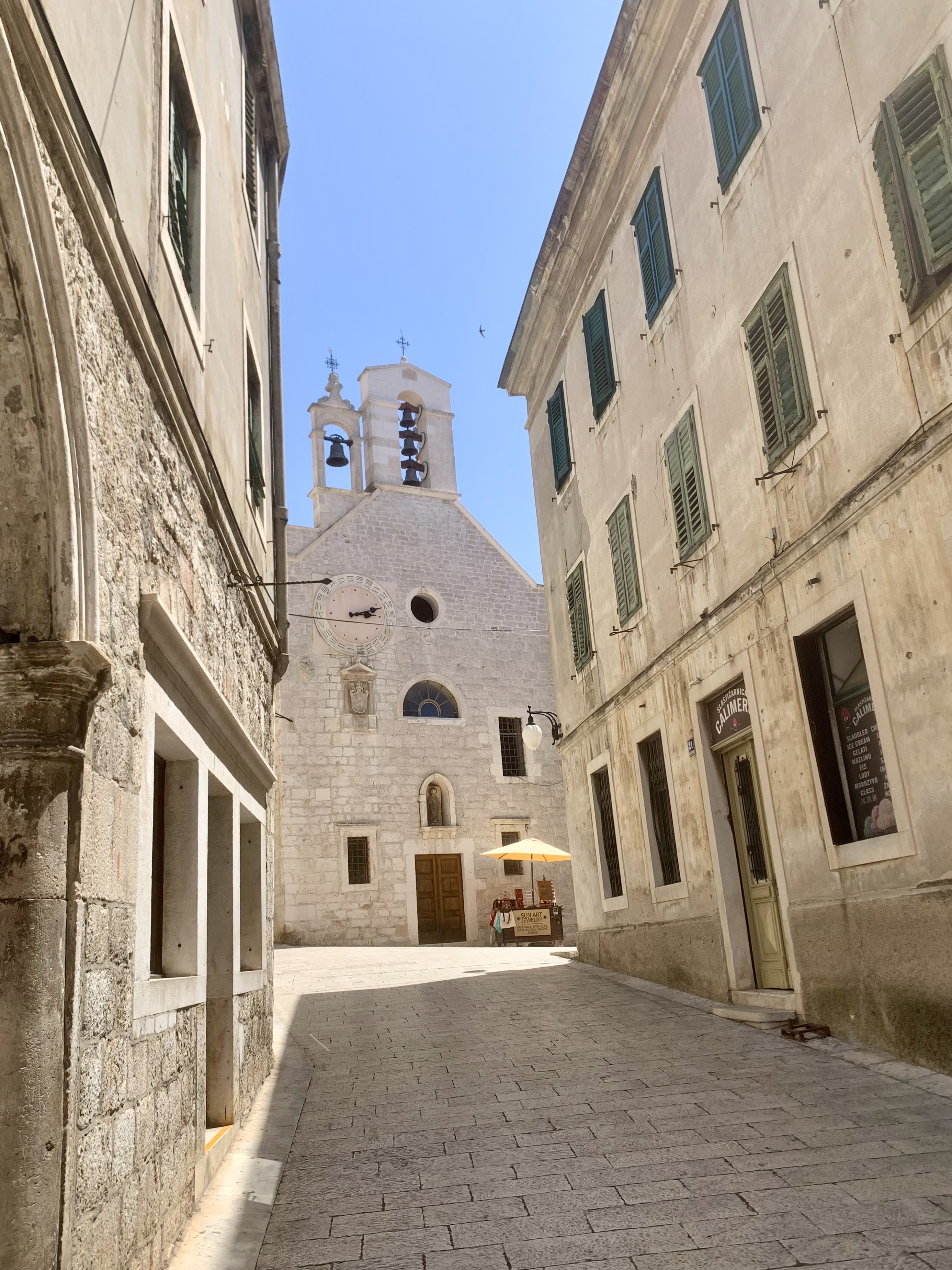
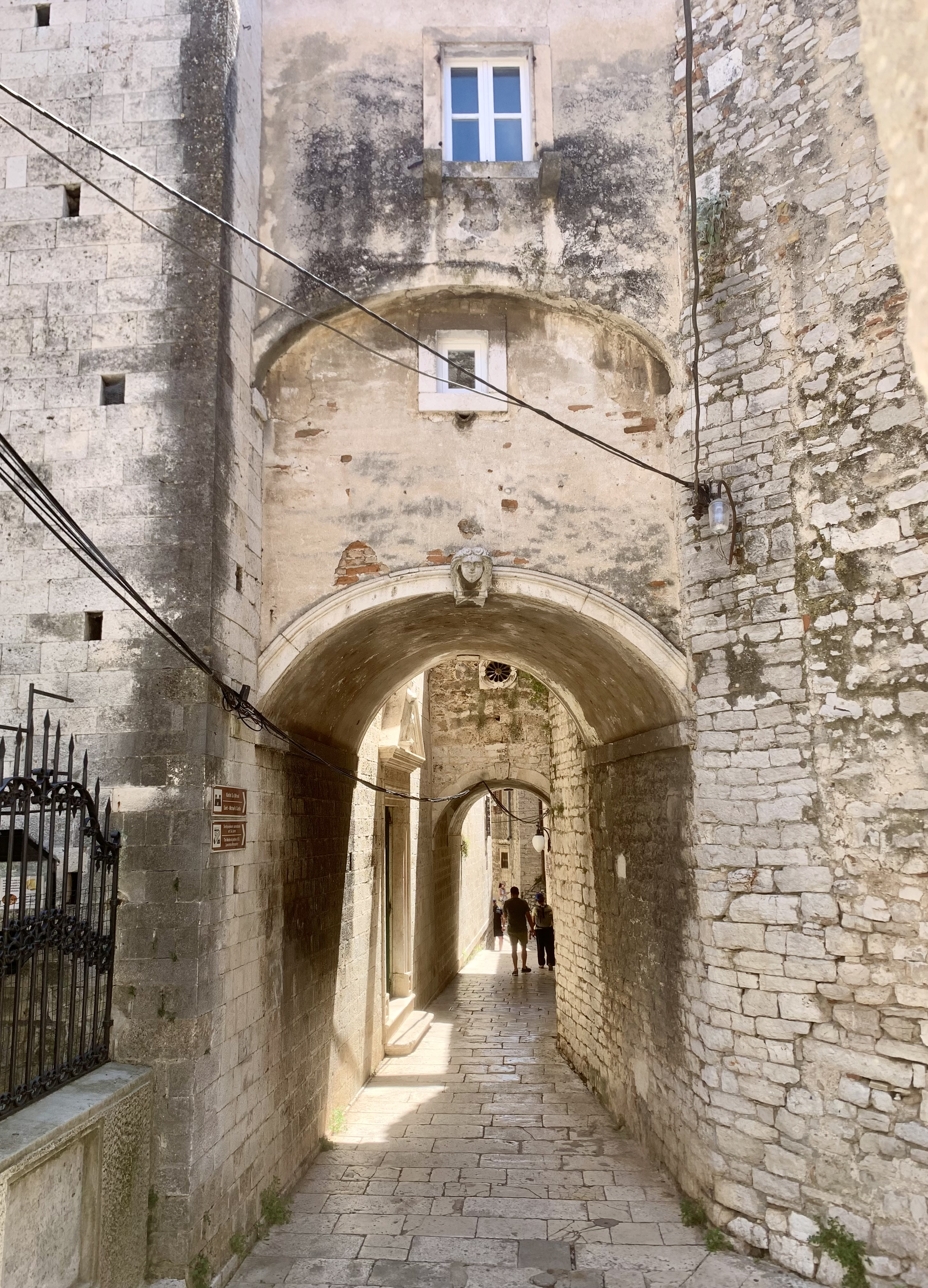
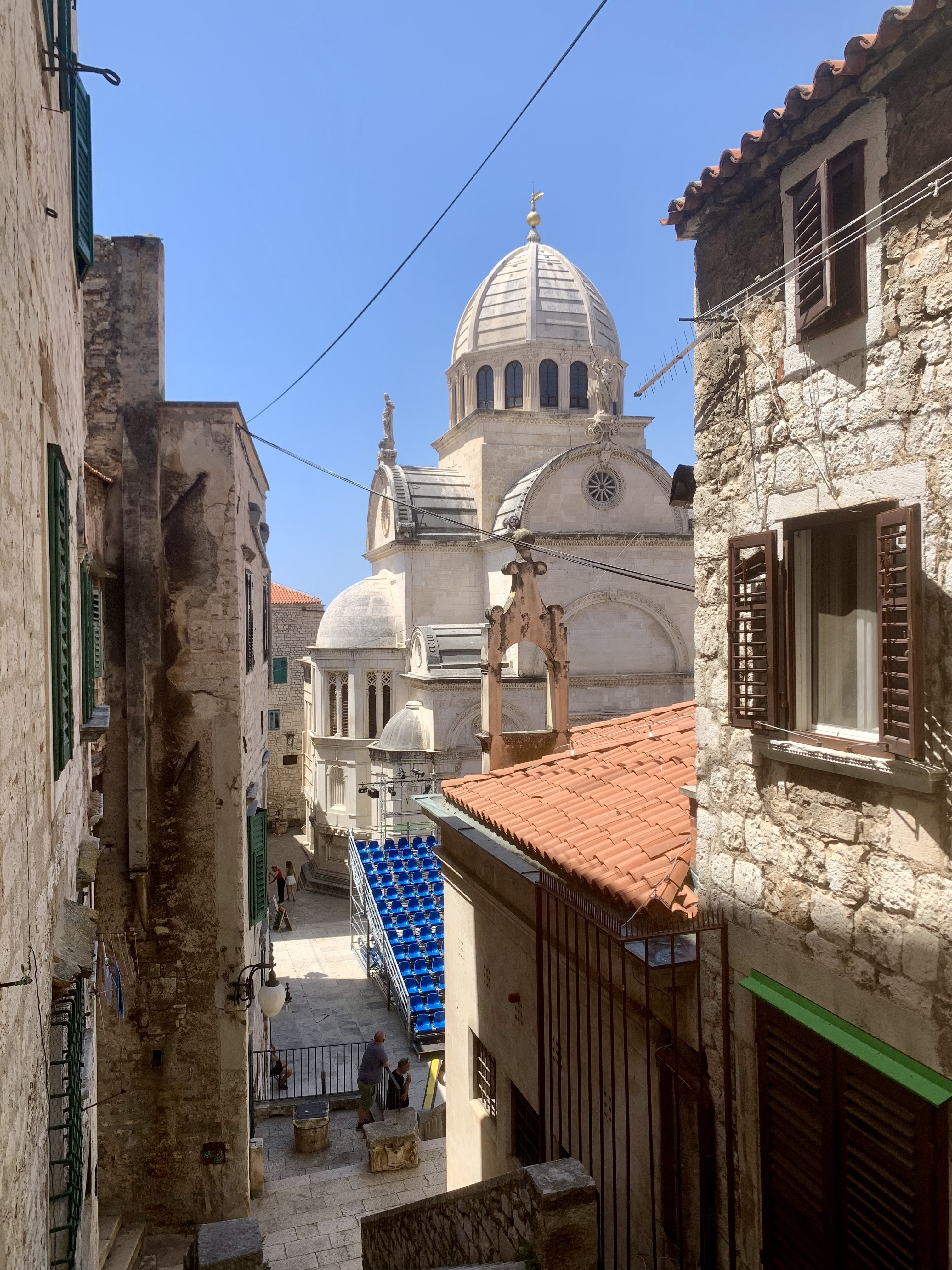
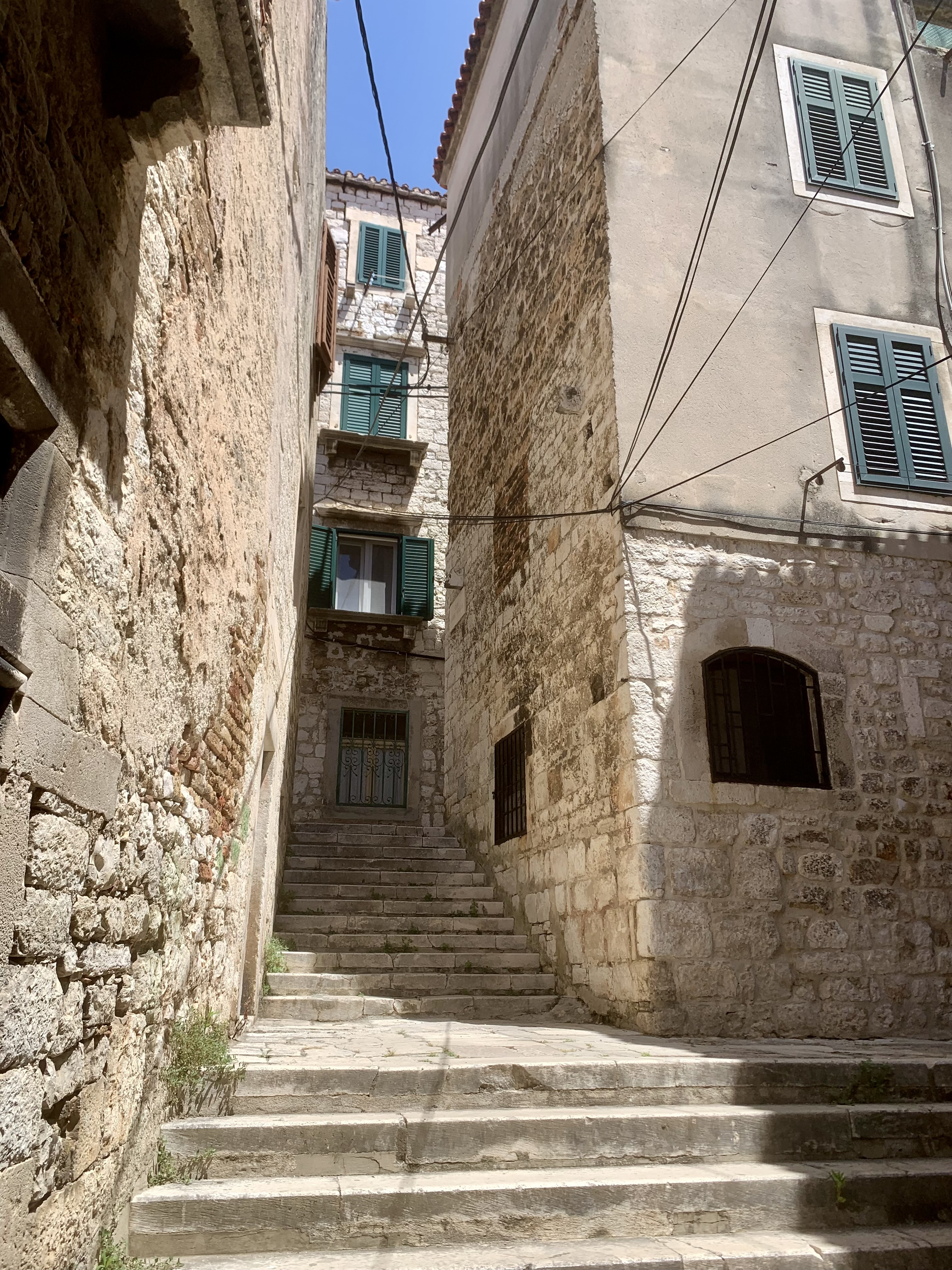

## Gyermekfesztivál

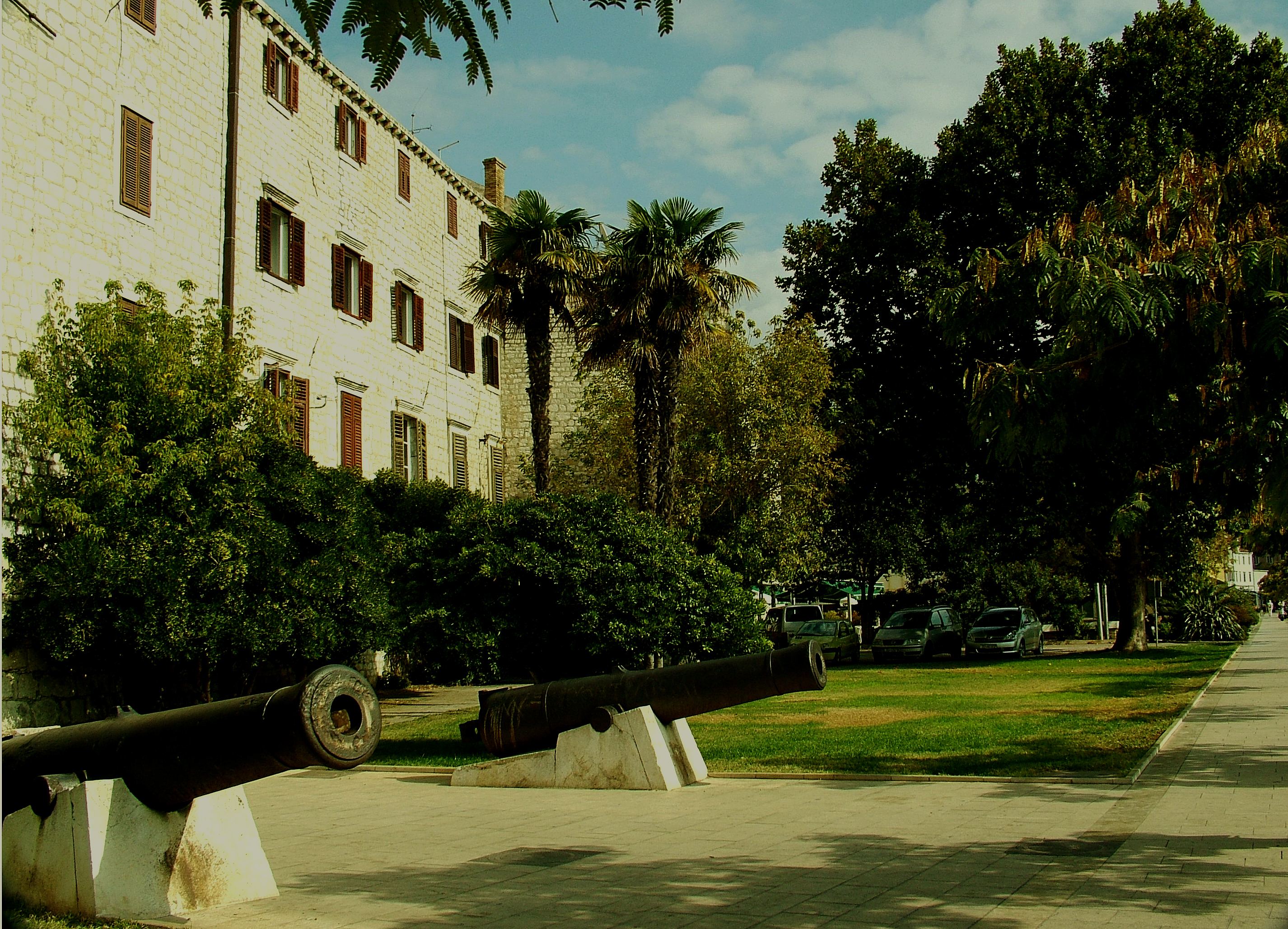
Sibenik: Tengerparti sétány

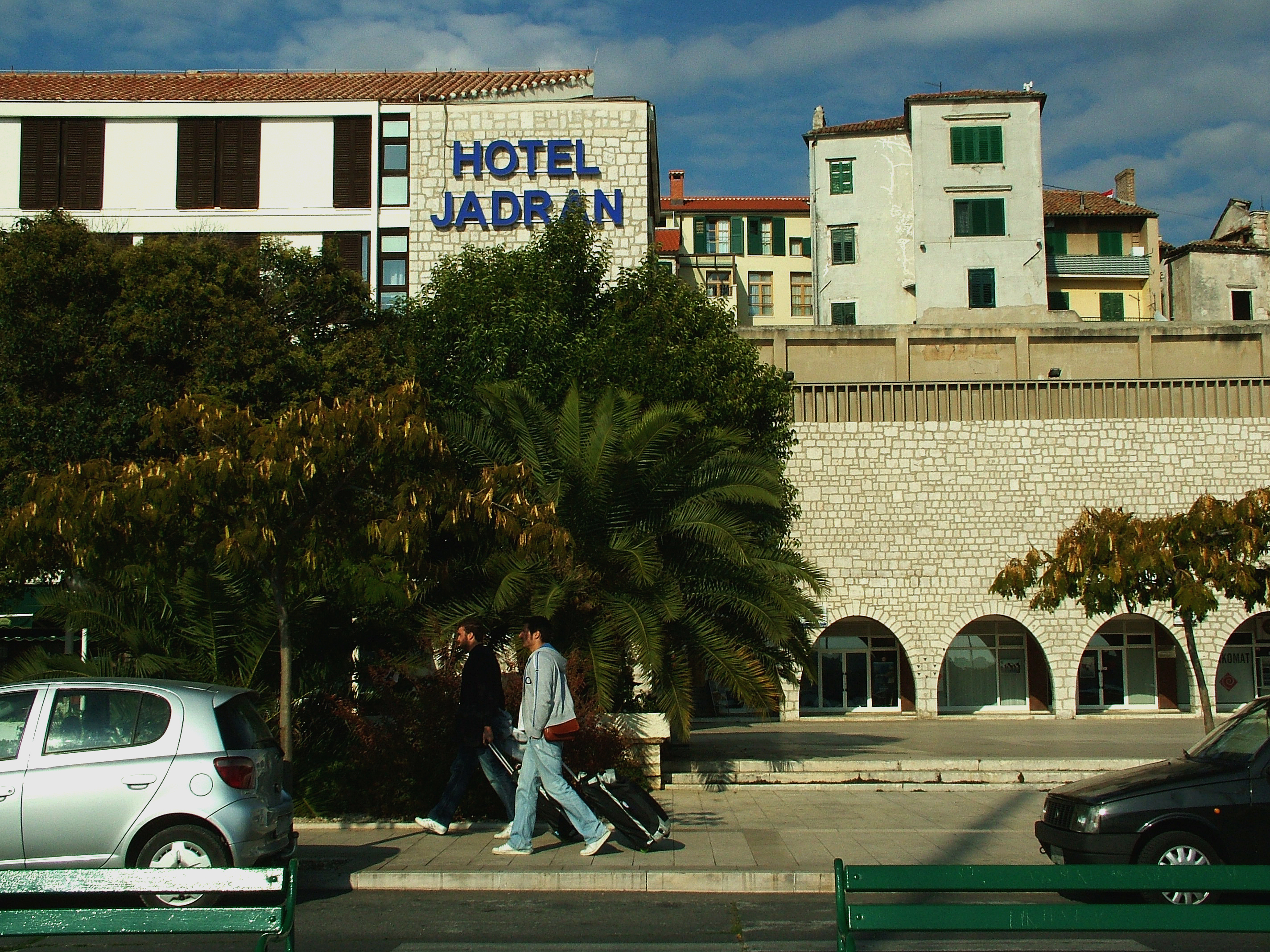
Sibenik: Tengerparti sétány

1960. óta minden év június és júliusában tartják a Gyermekfesztivált. Ez időben Šibenik a gyermekek városa lesz és vendégül látja az egész világból a fesztiválra érkező gyerekeket, utcait pedig átadja a gyerekek alkotásainak. A fesztivál alatt sor kerül a horvát és nemzetközi gyermek együttesek seregszemléjére, képzőművészeti művészeti műhelymunkára, valamint az oktatást érintő szimpóziumok formájában vitatják meg az aktuális kérdéseket, mint például a gyerekek esztétikai érzékének fejlesztése. A rendezvény két hetes és számos előadás tekinthető meg a Szent Jakab katedrális mellett felállított színházban, a Művelődési Központban.
A belvárosi utcákat és tereket utcaszínház és zenei előadás teszi színesebbé.

## Közlekedés
2004 óta A1-es autópályán is elérhető a város. A kiépített főúthálózatnak köszönhetően a számos út keresztezi itt egymást, mint a tengerparti 8-as főút, a 33-as főút és az 58-as főút. Az autópályáról a 33-as főút 2x1 sávos autóúttá átépített szakasza köti be a várost. A történelmi városrészeket a 8-as főút elkerülő szakasza tehermentesíti.
1966-ban adták át a várostól nyugatra lévő Krka folyó felett átívelő Šibenik hidat, ami a mai 8-as főút mentén fekszik. A híd nappal és esti kivilágításban is jól látható a városból.
Vasútvonala a Dalmáciai vasútvonal részeként 1874 és 1877 között Siverić és Šibenik, illetve másik ágon Split felé épült ki. 1888-ban átadták a Knin - Siverić közötti szakaszt. A Lika vasútvonal a Szerb-Horvát Királyság idején 1925-ben készült el, és csatlakozott a Zágráb felé menő vasúti hálózathoz.

## Oktatás

### Általános iskolák
- Oš Vidici
- Oš Faust Vrančić
- Oš Juraj Šižgorić
- Oš Juraj Dalmatinac
- Oš IV. Krešimir Péter
- Oš Tino Ujević

### Középiskolák
- Közgazdasági Iskola
- Turisztikai Iskola
- Technikai Iskola
- Verancsics Antal Gimnázium
- Ipari Iskola
- Ipartudományi Iskola
- Orvostudományi és Kémiai Iskola
- Közlekedési-technikai Iskola
- Ivan Lukačić Zeneiskola

### Felsőfokú intézmények
- Šibeniki Turisztikai Főiskola

## A város szülöttei
| - Rahim Ademi, tábornok - Krešimir Baranović, zeneszerző - Vinko Nikolić, irodalmár, újságíró - Antonija Blaće, TV műsorvezető - Dijana Bolanča, színésznő - Ivo Brešan, író - Vinko Brešan, rendező - Perica Bukić, vízilabdázó - Juraj Ćulinović, festő - Juraj Dalmatinac, építész, szobrász - Arsen Dedić, zeneszerző, énekes - Ivana Ergić, építész - Angelo Antonio Frari, orvos - Branko Grgić, politikus, NK Hajduk korábbi elnöke - Špiro Guberina, színész - Darija Knez, színésznő - Mišo Kovač, énekes - Joško Lokas, TV műsorvezető - Leon Lučev, színész | - Ivan Lukačić, zeneszerző - Simo Matavulj, író - Ester Mazzoleni, operaénekes - Nikodim Milaš, püspök - Maksim Mrvica, zongorista - Pero Nadoveza, labdarúgó - Danira Nakić, kosárlabdázó - Tonko Ninić, hegedűs - Vesna Parun, költőnő - Aleksandar Petrović, kosarasedző - Dražen Petrović (1964. október 22. – 1993. június 7.), minden idők legjobb európai kosárlabdázójának tartottak. Autóbalesetben hunyt el. - Tonino Picula, politikus, Velika Gorica polgármestere - Mate Relja, rendező - Krasnodar Rora, labdarúgó - Dragan Roša, csillagász - Ante Rukavina, labdarúgó - Gordon Schildenfeld, labdarúgó - Julije Skjavetić, zeneszerző | - Neven Spahija, kosarasedző - Đani Stipaničev, énekes - Juraj Šižgorić, író - Siniša Škarica, zenész - Fedor Škubonja, rendező - Zoran Škugor, zenei menedzser - Ante Šupuk, politikus - Sv. Nikola Tavelić, első horvát szent - Niccolò Tommaseo, író - Roberto Visiani, botanikus - Goran Višnjić, színész - Ivo Vitić, építész - Petar Vlahov, TV műsorvezető - Verancsics Antal (Antun Vrančić) bíboros, esztergomi érsek - Verancsics Faustus diplomata, főpap - Melani Vukmirica, jogász és színész - Vice Vukov, énekes - Zoran Zoričić, orvos |

## Sport

### Labdarúgás
- HNK Šibenik
- NK Mihovil

### Kosárlabda
- Osvit Ifjúsági Kosárlabdaklub
- Dražen Petrović Ifjúsági Kosárlabdaklub
- KK Šibenik
- KK Vidici
- Šibenik Női Kosárlabdaklub

### Vízilabda
- VK Šibenik
- Viktoria Női Vízilabdaklub
- Šibenski funcuti Vízilabdaklub

### Röplabda
- OK Šibenik
- Šibenik Női Röplabdaklub

### Kézilabda
- RK Petar Krešimir
- RK Šibenik

#### Teke
- BK Solaris
- BK Mihovil
- BK Šibenik

### Tenisz
- TK Šubićevac
- TK Šibenik
- TK Nec
- TK Mihovil

### Egyéb sportegyesülete
- Solaris Taekwondo klub
- Đovana Lovasklub
- Jadrija Úszóklub
- Šibenik Karate klub
- Osvit Karate klub
- Fortica Kerékpárklub
- Šibenik Kerékpárklub
- Orcinus Bodybuilding klub
- Vir Bodybuilding klub
- Šibenik Auto-moto klub
- Iljadica Rapo Motorklub
- Val Vitorlásklub
- Krka Evezőklub
- Dolac Sporthorgászklub
- Šibenik Sakk-klub
- Fanatic Snowboard klub
- "Ping Pong" Asztalitenisz-klub
- Bolero Sporttáncklub
- Sv. Mihovil Biliárdklub